# مزرعة محمد معصومي (فسارود)
مزرعة محمد معصومي (بالإنجليزية: Mazraeh-ye Mohammad Masumi)‏ هي منطقة سكنية تقع في إيران في فارس. يقدر عدد سكانها بـ 23 نسمة .